# Eigengrau

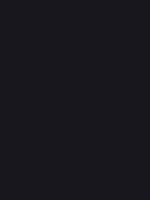
Ejemplo del color

Eigengrau (en alemán "Eigen" (propio) + "grau" (gris)) es como se denomina al color oscuro visto por la mayoría de personas al cerrar los ojos. 
El nombre fue introducido y popularizado por Gustav Theodor Fechner introdujo el concepto en el contexto de sus investigaciones sobre la percepción sensorial, en su libro “Elemente der Psychophysik” (Elementos de Psicofísica), publicado en 1860.

En HTML se representa con el código hexadecimal #16161d.

## Ruido visual
Junto a esa tonalidad grisácea que vemos al cerrar los ojos o en ausencia de iluminación, se le suma unas incesantes motas y destellos. Son resultado de las señales que envían nuestros propios nervios ópticos. Las neuronas emplean señales eléctricas para componer nuestro campo visual, y su actividad jamás cesa. Ni siquiera cuando cerramos los ojos. Si aplicamos fuerza sobre nuestros párpados caídos, las señales eléctricas se multiplican.
Es el primer color que vemos en nuestra vida y también será el último. Es el verdadero color de la oscuridad. Y sus destellos que lo acompañan, una alucinación de la mente humana, especial en su afán de imaginar donde siempre hay incertidumbre.